# Garik Israelian
Garik Israelian (en armenio: Գարիկ Իսրայելյան, nacido en 1963) es un astrofísico y científico quien dirigió el equipo investigador que fue el primero en descubrir pruebas observacionales de que la explosión de supernovas causa agujeros negros de masa estelar.

## Biografía

### Primeros años y formación
Garik Israelian nació en Ereván, Armenia en 1963. Se graduó de la Universidad Estatal de Ereván en 1987 con un grado cum laude en Física y recibió el título de Doctor en 1992.

### Trayectoria profesional
Israelian ha trabajado como profesor e investigador en las Universidades de Utrecht (Países Bajos), Bruselas (Bélgica) y Sídney (Australia). Desde 1997 ha sido investigador principal en el Proyecto “Abundancias químicas estelares: claves para entender la formación de la Galaxia, los agujeros negros y los planetas” en el Instituto de Astrofísica de Canarias (IAC), y profesor de La Universidad de La Laguna, Tenerife. El IAC gestiona el mayor telescopio óptico del mundo, el GTC de 10.4 metros situado en la isla de La Palma. 
Garik Israelian ha impartido charlas y presentaciones en 67 congresos internacionales y ha publicado más de 250 artículos científicos sobre una multitud de temas desde el descubrimiento de los planetas extrasolares hasta las características de binarios dobles de rayos X con agujeros negros de baja masa y estrellas de neutrones. Los descubrimientos de Israelian han sido comentados por BBC, CNN, Russia Today, Euronews, TVE, NBC, RTL, etc., en múltiples ediciones especiales de los periódicos nacionales e internacionales: (New York Times, Washington Post, USA Today, Le Monde, Der Spiegel, The Times etc.), así como en revistas de divulgación científica Nature, Science, Science News, Scientific American, Discovery etc.
Brian May (el legendario guitarrista de la banda de rock Queen) reconoce que Israelian fue su "... colaborador principal en resumir este trabajo … la persona que más me ayudó en las fases finales de esta tesis doctoral "..
Israelian ha dirigido seis tesis doctorales y ha impartido cursos de atmósfera estelar y transporte radiativo en las Universidades de Ginebra (Suiza) y Tokio (Japón). Israelian es reseñador de confianza para las revistas científicas como Nature, Science, Astrophysical Journal, Astronomy and Astrophysics, MNRAS. Ha publicado artículos conjuntamente con Hans Bethe (Premio Nobel de Física) y Cornelis de Jager (antiguo Secretario General de la Unión Astronómica Internacional, Presidente de la Comisión de la Investigación Espacial y Presidente del Consejo Internacional para la Ciencia), entre otros. Israelian es miembro de numerosas asociaciones y uniones profesionales (IAU, SAE, AAS, ASP).
La publicación científica más impactante de Israelian es el artículo publicado en Nature en 1999 en el que se recogen los resultados de una investigación de un equipo internacional liderado por Israelian y basada en los datos proporcionados por el telescopio Keck de 9 metros (Hawái) ofreciendo las primeras pruebas observables de que las explosiones de supernovas son causas de formación de agujeros negros, doscientos años después de la idea original de John Michell sobre la existencia de agujeros negros. Este descubrimiento de Israelian et al. ha sido citado por Stephen Hawking en su charla “Agujeros negros cuánticos” (¨Quantum Black Holes”, Starmus Festival, 2014, Tenerife). Israelian ha trabajado conjuntamente con Hans Bethe y Gerry Brown (Universidad de Stony Brook) y ha publicado un artículo teórico ampliamente citado y titulado "A Theory of Gamma Ray Bursts" (“Una teoría de explosiones de rayos gamma”) en la revista New Astronomy.
En 2001 Israelian propuso el llamado “test de Litio-6” diseñado para comprobar si la estrella había engullido un planeta o materia gaseosa o sólida. El descubrimiento más reciente de Israelian, publicado en 2009 en Nature, ha sido calificado como “la explicación de un misterio de 60 años de antigüedad” por National Geographic, Discovery, BBC, USA Today etc. Un equipo internacional liderado por Israelian ha ofrecido una explicación al enigma del anormalmente bajo contenido de litio en el Sol y relacionó este fenómeno con la presencia de planetas en el Sistema Solar. En 2009 Israelian fue invitado a dar una charla para TED Global en Oxford.
En junio de 2016, Israelian hizo una aparición en el programa de Larry King junto a Stephen Hawking donde presentó el Festival Starmus y debatió sobre la Inteligencia Artificial y cosmología..
El 20 de junio de 2016 la Unión Astronómica Internacional y el Centro de Planetas Menores oficialmente nombraron el asteroide 21057(1991 GJ8) dándole el nombre de Garikisraelian en honor a Israelian.

## STARMUS Festival
En 2011, Israelian fundó el Festival Starmus. La primera edición del Festival fue un tributo a Yuri Gagarin, se titulaba "50 years in space: Poyekhali" (“50 años en el espacio ¡Poyekhali!”). y conmemoraba el primer vuelo espacial efectuado por el ser humano. “Poyekhali” significa “¡Vamos allá!” en ruso y es la palabra que dijo Gagarin antes de su histórico vuelo el 12 de abril de 1961. El primer Starmus contó con la presencia del legendario astronauta de Apolo 11 Neil Armstrong quien dio una charla y participó en la mesa redonda “108 minutos” junto con Brian May, Garik Israelian, Alexei Leonov, Richard Dawkins, Jill Tarter, Leslie Sage y los Premios Nobel George Smoot y Jack Szostak. Otros astronautas de las misiones Apolo y Soyuz que dieron charlas en Starmus I fueron Alexei Leonov, el primer hombre que realizó un paseo espacial, Viktor Gorbatko, Bill Anders (Apolo 8), Jim Lovell (Apolo 13) y el legendario Buzz Aldrin, piloto de Apolo 11, el equipo del primer alunizaje en la historia de la humanidad, así como Charlie Duke (Apolo 16), el décimo hombre en pisar la luna.
Starmus I también destacó por el concierto de Tangerine Dream, una banda de música ambiental y rock caracterizada por su sonido “espacial”. El concierto se completó con la aparición de Brian May que interpretó varias obras con Tangerine Dream. Después del festival, Tangerine Dream y Brian May grabaron un disco titulado STARMUS: Sonic Universe. Garik Israelian y Brian May fueron los editores del volumen que recogió las charlas de Starmus I, “STARMUS: 50 years of Man in Space” que fue dedicado a Yuri Gagarin y a Neil Armstrong, los dos pioneros del espacio. La Introducción al libro fue escrita por Stephen Hawking.
La segunda edición del Festival Starmus, que se tituaba “Comienzos: El origen del espacio actual” ("Beginnings: The Making of the Modern Cosmos”), exploraba los temas relativos al Cosmos desde una perspectiva multidisciplinaria y tuvo lugar de 22 a 28 de septiembre de 2014 en las Islas Canarias (Tenerife y La Palma). La charla magistral de Starmus II fue impartida por Stephen Hawking. Entre otros oradores estaban los Premios Nobel Robert Wilson, John Mather y Sir Harold Kroto, el aclamado biólogo evolucionista Richard Dawkins, la antropóloga Caterina Harvati, el redactor de la revista Astronomy Magazine David J. Eicher, los astronautas de Apolo Walt Cunnigham y Charlie Duke, el legendario cosmonauta soviético Alexei Leonov y el físico John Ellis. El concierto Sonic Universe fue interpretado por Rick Wakeman con la aparición de Brian May como artista invitado, y la banda de rock Nosound dio un concierto especial en el Star Party en el Observatorio del Teide. El director de cine Grigorij Richters presentó el rodaje privado de su película más reciente, 51 Grados Norte.
El Cabildo de las Islas Canarias anunció que el impacto mediático del segundo Festival Starmus había superado los 170 millones de euros y que el evento había llegado a unas 2,4 mil millones de personas en todo el mundo. Cerca de 100 periodistas de diversas partes del mundo acudieron y cubrieron el Festival.
La tercera edición de Starmus tuvo lugar en 2016 en las islas de Tenerife y La Palma, de 27 de julio a 2 de julio. El tema del festival era “Tras el horizonte: Tributo a Stephen Hawking” (“Beyond the Horizon: A Tribute to Stephen Hawking”).
Starmus III continuó la tendencia de crecimiento de las dos ediciones anteriores y fue asistido por 1200 personas. Entre los ponentes estaban Stephen Hawking, Neil deGrasse Tyson, Roger Penrose, Brian Cox, Richard Dawkins, Brian Greene, Kip Thorne, Martin Rees, Chris Hadfield, Alexei Leonov, Rusty Schweickart, Jill Tarter y Carolyn Porco. Asimismo, once Premios Nobel impartieron charlas y participaron en un debate: David Gross, Joseph Stiglitz, Adam Riess, Brian Schmidt, Robert Wilson, François Englert, Eric Betzig, Carol Greider, Elizabeth Blackburn, Edvard Moser y May-Britt Moser. La parte musical fue representada por Brian Eno, Hans Zimmer, Brian May, Sarah Brightman, el Orquesta Sinfónica de Tenerife, ANATHEMA y MC Hawking. Otros ponentes y artistas notables fueron David Zambuka, los escritores Robert J. Sawyer y Anthony McCarten y el supervisor de efectos visuales Paul Franklin.
STARMUS III también fue el escenario de la inauguración de la Medalla de Stephen Hawking por Divulgación, cuyos receptores (seleccionados por el propio Stephen Hawking) fueron el compositor Hans Zimmer, el físico Jim Al-Khalili y el documental “Particle Fever.”
El Festival cerró con un concierto de Sonic Universe interpretado por Sarah Brightman quien  actuó con la Orquesta Sinfónica de Tenerife dirigida por Hans Zimmer. En este concierto también actuaron los artistas invitados Chris Hadfield, Rick Wakeman, Brian May y Anathema.
La cuarta edición de Starmus tuvo lugar en Trondheim (Noruega) de 18 a 23 de junio de 2017 y se titulaba “Life and the Universe” (“La vida y el Universo”). Los ponentes fueron los astronautas Charlie Duke, Harrison Schmidt, Alexei Leonov, Buzz Aldrin, Claude Nicollier, Terry Virts, Christer Fuglesang, Alexander Volkov, Sandra Magnus, los Premios Nobel May-Brit Moser, Edvard Moser, Susumu Tonegawa, Stefan Hell, George Smoot, Robert Wilson, Sir Chris Pissarides, Torsten Wiesel, Adam Smith, Tim Hunt, Adam Riess, la periodista científica Alexandra Witze, el experto de la seguridad digital Eugene Kaspersky, los científicos y divulgadores Neil deGrasse Tyson, David Eicher y Brian Cox, los científicos Emmanuelle Charpentier, Martin Rees, Jill Tarter, Michel Mayor, Katharine Hayhoe, Sara Seager, Priyamvada Natarajan, Nancy Knowlton, Lynn Rotschild, Nick Lane, Susan Bailey, Lisa Randall, John Delaney, Jeffrey Sachs, Finn Kydland, Brian Greene, Jaan Tallinn, Joel Parker, Paul Hebert, Robert Williams, así como el propio Stephen Hawking. La parte artística fue representada por Kelly Snook, el director de cine Oliver Stone, el legendario presentador Larry King y el ilusionista David Zambuka. Los conciertos Sonic Universe fueron interpretados por la Orquesta Sinfónica de Trondheim, DJ Favorite, BK Duke, Artone, Marcus Reymann, Jennie Abrahamson, The Pineapple Thief, Ane Brun, Trondheim Soloists, Nuno Bettencourt, Grace Potter, Devin Townsend, y Steve Vai.

## Premios
Israelian, Michel Mayor y Nuno Santos fueron presentados por la Academia de Ciencias de Suiza y galardonados con el premio internacional Victor Ambartsumian en  astrofísica, física o matemáticas. En 2014 Garik Israelian fue condecorado con la Medalla de Oro de las Islas Canarias, el galardón que se otorga a las personas físicas o jurídicas por su esfuerzo en beneficio a la sociedad de las Islas Canarias